# Kenny Clark (Footballspieler, 1995)
Kenneth Duane „Kenny“ Clark Jr. (geboren am 4. Oktober 1995 in San Bernardino, Kalifornien) ist ein US-amerikanischer American-Football-Spieler auf der Position des Nose Tackles für die Green Bay Packers. Er spielte College Football für die University of California, Los Angeles (UCLA).

## College
Clark besuchte die Carter High School im kalifornischen Rialto. Von 2013 bis 2015 ging er auf die University of California, Los Angeles, kurz UCLA, und spielte dort drei Jahre lang durchgehend als Stammspieler für die UCLA Bruins. In der Saison 2015 wurde er in die All-Star-Auswahl der Pacific-12 Conference gewählt. Im Anschluss an die Saison gab Clark bekannt, dass er auf ein weiteres Jahr am College verzichten und sich für den NFL Draft anmelden würde.

## NFL
Clark wurde im NFL Draft 2016 in der ersten Runde an 27. Stelle von den Green Bay Packers ausgewählt. Nach einer unauffälligen Rookiesaison, in der er als Ergänzungsspieler bei 32 Prozent aller defensiven Snaps spielte, spielte Clark ab der Saison 2017 als Starter. In seiner ersten Saison als Stammspieler konnte er vor allem im Dezember überzeugen, als er 4,5 Sacks in fünf Spielen erzielte.
Im Jahr darauf konnte Clark an seine Leistungen der Vorsaison anknüpfen und etablierte sich mit 55 Tackles, 6,0 Sacks und drei verteidigten Pässen als einer der besten Defensive Tackles in der NFL. Wegen einer Ellenbogenverletzung verpasste er die letzten drei Partien der Saison. Als Ersatz für Aaron Donald wurde Clark für den Pro Bowl 2020 nominiert. Er kam 2019 erneut auf sechs Sacks und stellte mit 62 Tackles, davon neun für Raumverlust, jeweils neue Karrierebestwerte auf. Am 15. August 2020 unterschrieb Clark eine Vertragsverlängerung um vier Jahre für 70 Millionen Dollar bei den Green Bay Packers. Damit stieg er zum höchstbezahlten Spieler der Position des Nose Tackles auf. In der Saison 2021 wurde Clark zum zweiten Mal in den Pro Bowl gewählt. Die Spielzeit 2023, in der er mit 7,5 Sacks einen Karrierebestwert verzeichnete, brachte ihm seine dritte Pro-Bowl-Nominierung ein.

### NFL-Statistiken
| Saison                             | Saison | Spiele | Spiele      | Tackles | Tackles | Tackles | Tackles | Interceptions | Interceptions | Interceptions | Interceptions | Interceptions | Fumbles | Fumbles | Fumbles |
| Jahr                               | Team   | Spiele | als Starter | Gesamt  | Solo    | Ast     | Sacks   | PD            | INT           | Yds           | Lng           | TD            | FF      | FR      | TD      |
| ---------------------------------- | ------ | ------ | ----------- | ------- | ------- | ------- | ------- | ------------- | ------------- | ------------- | ------------- | ------------- | ------- | ------- | ------- |
| 2016                               | GB     | 16     | 2           | 21      | 13      | 8       | 0,0     | 2             | 0             | 0             | 0             | 0             | 0       | 2       | 0       |
| 2017                               | GB     | 15     | 15          | 55      | 32      | 23      | 4,5     | 1             | 0             | 0             | 0             | 0             | 2       | 0       | 0       |
| 2018                               | GB     | 13     | 13          | 55      | 36      | 19      | 6,0     | 3             | 0             | 0             | 0             | 0             | 1       | 2       | 0       |
| 2019                               | GB     | 16     | 16          | 62      | 31      | 31      | 6,0     | 1             | 0             | 0             | 0             | 0             | 1       | 0       | 0       |
| 2020                               | GB     | 13     | 13          | 42      | 28      | 14      | 2,0     | 0             | 0             | 0             | 0             | 0             | 0       | 0       | 0       |
| 2021                               | GB     | 16     | 16          | 48      | 27      | 21      | 4,0     | 0             | 0             | 0             | 0             | 0             | 0       | 1       | 0       |
| 2022                               | GB     | 17     | 17          | 53      | 27      | 26      | 4,0     | 0             | 0             | 0             | 0             | 0             | 1       | 1       | 0       |
| 2023                               | GB     | 17     | 17          | 44      | 22      | 22      | 7,5     | 3             | 0             | 0             | 0             | 0             | 2       | 0       | 0       |
| 2024                               | GB     | 17     | 17          | 37      | 20      | 17      | 1,0     | 2             | 0             | 0             | 0             | 0             | 0       | 2       | 0       |
| Gesamt                             | Gesamt | 140    | 126         | 417     | 236     | 181     | 35,0    | 12            | 0             | 0             | 0             | 0             | 7       | 8       | 0       |
| Quelle: pro-football-reference.com |        |        |             |         |         |         |         |               |               |               |               |               |         |         |         |